# Волобуєв Олександр Васильович
Олекса́ндр Васи́льович Волобу́єв — генерал-майор служби цивільного захисту, повний кавалер ордена «За мужність».

## Життєпис
Народився 1 березня 1958 року в радгоспі «Комінтерн» Нововодолазького району Харківської області. 1986 року закінчив Харківське пожежно-технічне училище МВС, пожежний технік; 1996-го — Харківський інститут пожежної безпеки МВС України, 2008-го — Національний університет цивільного захисту України, магістр управління у сфері протипожежного захисту.
Працював слюсарем в радгоспі «Комунар», служив у лавах РА, по демобілізації — пожежний в Жовтневому районі, начальник караулу Київського району Харкова, помічник начальника міського штабу пожежогасіння.
В 1993—1996 роках — заступник начальника штабу пожежогасіння Харкова, згодом — начальник відділу служби, підготовки та пожежогасіння УМВС України в Харківській області, протягом 2003—2005 років — заступник начальника Головного управління з питань реагування на надзвичайні ситуації та застосування сил (МНС України в Харківській області), згодом — перший заступник начальника Головного управління МНС в Харківській області, начальник ГУ ДСУНС у Харківській області.

## Нагороди
- Орден «За заслуги» III ст. (15 вересня 2008) — за значний особистий внесок у справу захисту населення і територій від надзвичайних ситуацій природного і техногенного характеру, мужність і самовідданість, виявлені при рятуванні життя людей та матеріальних цінностей, зразкове виконання службового обов'язку[3]
- Орден Богдана Хмельницького III ст. (22 січня 2015) — за особисту мужність і героїзм, виявлені у захисті державного суверенітету та територіальної цілісності України, високий професіоналізм, вірність військовій присязі[4]
- Орден «За мужність» I ст. (16 вересня 2022) — за особисту мужність і самовідданість, виявлені у забезпеченні ліквідації наслідків надзвичайних ситуацій в умовах воєнного стану, сумлінне та бездоганне виконання службового обов'язку[5]
- Орден «За мужність» II ст. (24 серпня 2012) — за вагомий особистий внесок у захист державного суверенітету, забезпечення конституційних прав і свобод громадян, зміцнення економічної безпеки держави, зразкове виконання службового обов'язку та з нагоди 21-ї річниці незалежності України[6]
- Орден «За мужність» III ст. (20 вересня 1997) — за особисту мужність і високий професіоналізм, виявлені під час гасіння пожежі в Свято-Благовіщенському кафедральному соборі у місті Харкові[7]
- Відзнаки МВС України — медалі «За сумлінну службу» I ст. (2002), «10 років МВС України» (2003)
- Медалі «За відвагу на пожежі» (1987, 1990)
- Медаль «60 років Збройних Сил СРСР» (1981)
- Медаль «70 років Збройних Сил СРСР» (1988)
- Медаль «За бездоганну службу» II ст. (1991), III ст. (1986)